# Journal of Dynamic Systems, Measurement, and Control
Journal of Dynamic Systems, Measurement, and Control is een internationaal, aan collegiale toetsing onderworpen wetenschappelijk tijdschrift op het gebied van de regeltechniek en de toegepaste wiskunde. De naam wordt in literatuurverwijzingen meestal afgekort tot J. Dyn. Syst. Meas. Contr. Het wordt uitgegeven door de American Society of Mechanical Engineers en verschijnt 4 keer per jaar.